# كيسيرو

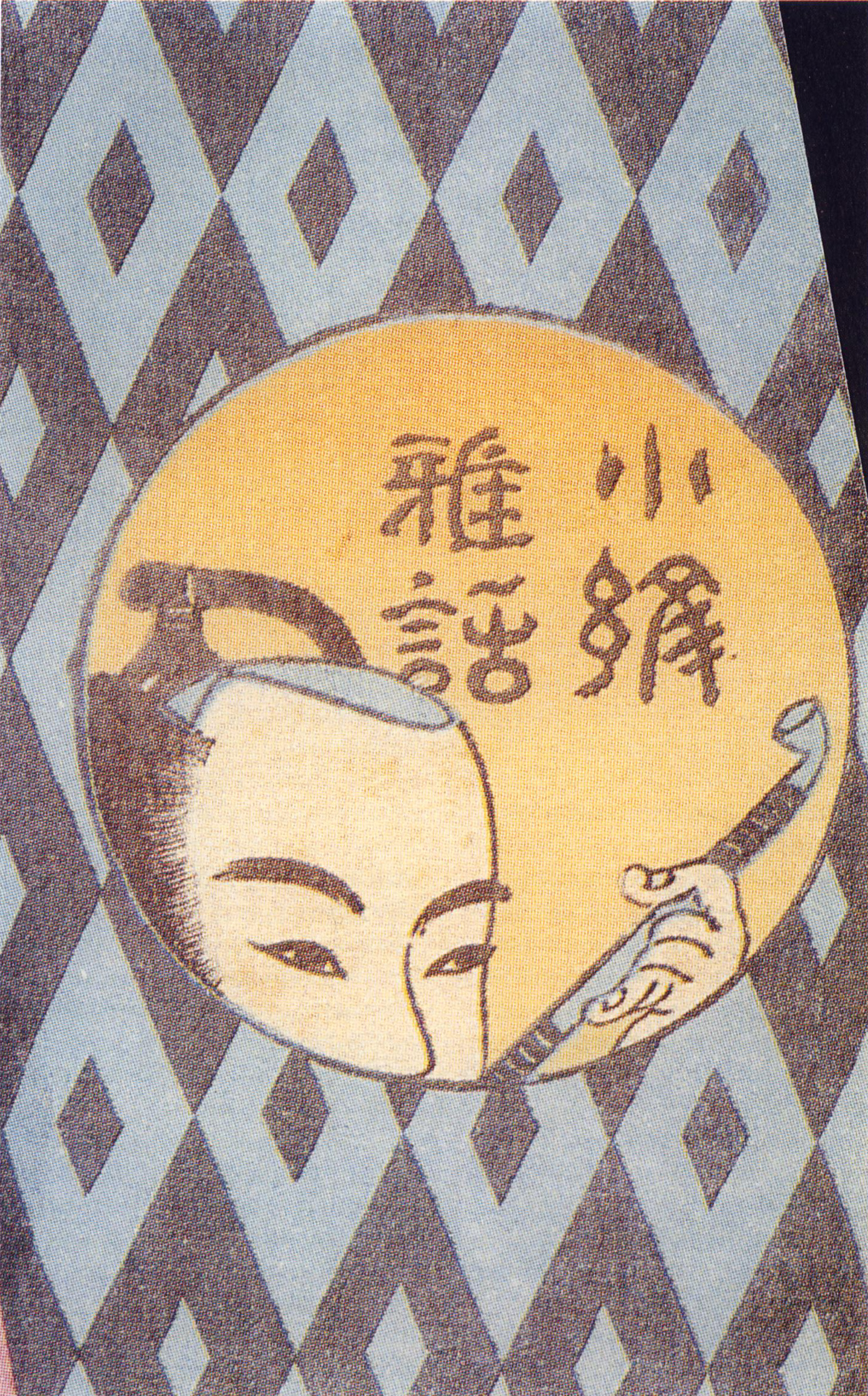
رجل يدخن كيسيرو. رسم توضيحي لغلاف رواية كومون جاوا ("محادثات أنيقة على تصميم القماش") لسانتو كيودين، سنة 1790.

كيسيرو (باليابانية: 煙管)، هي غليون ياباني، كانت كيسيرو تستخدم قديماً لتدخين كيزامي.

## ظهوره
ظهر الغليون الياباني «كيسيرو» في القرن الخامس عشر الميلادي، وبالتحديد للمجتمع الياباني الراقي مثل طبقات الكهنة وتجار الأغنياء ومحاربو الساموراي، حيث أصبح كيسيرو حديث الثقافة اليابانية العامة، وخاصة للكتب المدرسية البوذية للأطفال.
ولكن في أواخر القرن التاسع عشر الميلادية، وخاصة في فترة مييجي سنة 1868 بدأت الغليون الياباني في الانخفاض، وذلك بسبب انتشار تجارة السجائر، ففي عام 1929، كانت هناك 190 متجراً و400 حرفي ياباني لازالوا يصنعون كيسيرو، وفي العصر الحاضر لم يتبقى صانعي الغليون الياباني إلا قليلاً.